# エチオピア区

エチオピア区

エチオピア区 (エチオピアく、Afrotropic / Ethiopian Zone) は、生物地理区の区分のひとつ。古い文献では、旧熱帯区（）と呼ばれる。
アフリカ大陸のサハラ砂漠以南（ブラックアフリカ）と、アラビア半島南部、イラン南部を占めるエリア。面積：2210万平方キロメートル。
内、マダガスカルは6000 - 7000万年前にゴンドワナ大陸から分離し、それ以降アフリカ大陸とは海峡で隔てられているため、生物相が少し異なっている。
エチオピア区の固有の鳥は6グループ。ダチョウ、ヘビクイワシ、タイヨウチョウ科、ホロホロチョウ科、ネズミドリ目。